# Joanópolis (kommun)
Joanópolis är en kommun i Brasilien.   Den ligger i delstaten São Paulo, i den sydöstra delen av landet, 800 km söder om huvudstaden Brasília. Antalet invånare är 11 771.
Följande samhällen finns i Joanópolis:
- Joanópolis

Omgivningarna runt Joanópolis är huvudsakligen savann. Runt Joanópolis är det ganska glesbefolkat, med 31 invånare per kvadratkilometer.